# Планинска газела
Планинска газела (лат. Gazella gazella) је сисар из реда папкара (Artiodactyla) и породице шупљорожаца (Bovidae). 

## Распрострањење
Ареал врсте Gazella gazella обухвата већи број држава. 
Врста има станиште у Ирану, Палестини, Саудијској Арабији, Оману, Уједињеним Арапским Емиратима и Јемену.
Присуство је непотврђено у Либану.
Врста је изумрла у Египту и Сирији, а можда је изумрла и у Јордану.

## Станиште
Станишта врсте су полупустиње и пустиње. 

## Угроженост
Ова врста се сматра рањивом у погледу угрожености врсте од изумирања.